# Ritratto di Adèle Besson
Il Ritratto di Adèle Besson è un dipinto del pittore francese Pierre-Auguste Renoir, realizzato nel 1918 e conservato presso il Musée des Beaux-Arts, a Besançon.

## Descrizione
Alla fine della sua vita Renoir poteva ormai contare su una consistente cerchia di ammiratori e di mecenati d'arte. Fra di questi vi erano Adèle e Georges Besson, i quali - guidati da un sicuro gusto di intenditori e da un sincero interesse - divennero importanti collezionisti di pittori contemporanei, radunando nella loro dimora opere di Berthe Morisot, Maillol, Camille Claudel, Van Dongen, Picasso e ovviamente Renoir, cui commissionarono questo Ritratto.
Lo sfondo è indefinito, morbidamente fuso con le forme della ritratta, e il suo volto è modellato con poche pennellato dall'impasto spesso, dalle caratteristiche squisitamente «tattili», quasi cretacee: il pittore, d'altronde, è travagliato da una feroce artrite deformante a causa della quale non può più maneggiare il pennello con la sottigliezza che distingueva le sue opere della gioventù. Il dipinto fu molto ammirato da Georges Besson, che lodò molto la capacità di Renoir di privare i suoi ritratti di tutti quegli accessori che indicano lo status sociale dell'effigiato o effigiata, con il correlativo sussistere di credenze e di aspettative che lo riguardano. Ciò succede sia nei ritratti di donne mondane (si pensi al Jeanne Samary in abito scollato, dove l'attrice fu scandalizzata dalla scelta di Renoir di non valorizzare il suo prestigio sociale) che in quelli ritraenti lavandaie o donne più umili. A parere di Georges, prodigo di plausi per quest'audace scelta figurativa, Renoir:
I colori predominanti sono ancora una volta il rosso e il giallo, tonalità che certamente ricordano la vivace esuberanza del clima mediterraneo di Cagnes-sur-Mer, la cittadina delle Alpi Marittime presso la quale il pittore si era ritirato nella vecchiaia. In alto a destra, infine, l'opera è firmata e datata: «Renoir 1918».